# 트리스턴 와일즈
트리스턴 폴 맥 와일즈(영어: Tristan Paul Mack Wilds, 1989년 7월 15일 ~ )는 미국의 배우이다.

## 출연 작품
- 레드 테일스 (2012)
- 벌들의 비밀생활 (2008)
- 하프 넬슨 (2006)

### 텔레비전
- 더 와이어 (2006-08)
- 90210 (2008-13)